# Pallavolo ai XVII Giochi del Mediterraneo - Torneo maschile
Il torneo maschile di pallavolo ai XVII Giochi del Mediterraneo si è svolto dal 21 giugno al 29 giugno 2013 a Mersin, in Turchia, durante i XVII Giochi del Mediterraneo. Al torneo hanno partecipato 7 squadre nazionali di stati che si affacciano sul Mar Mediterraneo e la vittoria finale è andata per la sesta volta, la seconda consecutiva, all'Italia.

## Impianti
|                                                                   |                                                                          |
|                                                                   |                                                                          |
| Toroslar Sports Hall Città: Mersin Capienza: - Anno d'apertura: - | Servet Tazegül Arena Città: Mersin Capienza: 7.500 Anno d'apertura: 2013 |

## Regolamento
Le squadre partecipanti sono state divise in due gironi, disputando un girone all'italiana: successivamente le prime due classificate di ogni girone hanno acceduto alle semifinali per il primo posto, l'ultima classificata del girone A e la terza classificata del girone B hanno acceduto alla finale per il quinto posto, mentre l'ultima classifica del girone B si è qualificata al settimo posto.

## Gironi
| Girone A               | Girone B                         |
| ---------------------- | -------------------------------- |
| Egitto Francia Turchia | Algeria Italia Macedonia Tunisia |

## Fase finale

### Finali 1º e 3º posto
|  | Semifinali | Semifinali | Semifinali |        |         | 1º/2º posto | 1º/2º posto | 1º/2º posto |  |
|  |            |            |            |        |         |             |             |             |  |
|  | Francia    | Francia    | 1          |        |         |             |             |             |  |
|  | Francia    | Francia    | 1          |        |         |             |             |             |  |
|  | Tunisia    | Tunisia    | 3          |        |         |             |             |             |  |
|  | Tunisia    | Tunisia    | 3          |        | Tunisia | Tunisia     | 2           |             |  |
|  |            |            |            |        | Tunisia | Tunisia     | 2           |             |  |
|  |            |            | Italia     | Italia | 3       |             |             |             |  |
|  | Italia     | Italia     | Italia     | Italia | 3       | 3           |             |             |  |
|  | Italia     | Italia     |            |        |         | 3           |             |             |  |
|  | Turchia    | Turchia    | 2          |        |         | 3º/4º posto | 3º/4º posto | 3º/4º posto |  |
|  | Turchia    | Turchia    | 2          |        |         |             |             |             |  |
|  |            |            |            |        |         |             |             |             |  |
|  |            |            |            |        |         | Francia     | Francia     | 3           |  |
|  |            |            |            |        |         | Francia     | Francia     | 3           |  |
|  |            |            |            |        |         | Turchia     | Turchia     | 2           |  |

## Classifica finale
| Pos | Squadra   | Rosa |
| --- | --------- | --- |
|     | Italia    | Formazione: 1 Vedovotto, 2 Falaschi, 3 Galliani, 5 De Togni, 6 Dolfo, 7 Anzani, 9 Preti, 10 Lanza, 11 Pesaresi, 12 Mazzone, 15 Partenio, 18 Sabbi, CT: Giani           |
|     | Tunisia   | Formazione: 1 Hmissi, 2 Kadhi, 3 M'rabet, 4 Garci, 5 Sellami, 7 Karamosli, 9 Zouari, 10 Nagga, 11 Moalla, 12 Taouerghi, 14 Ben Hassine, 16 Hmissi, CT: Mkaouer         |
|     | Francia   | Formazione: 1 Takaniko, 2 Geiler, 3 Aguenier, 4 Taghin, 5 Jouffroy, 7 Lacassie, 8 Jaumel, 9 Peironet, 10 Louati, 11 Clévenot, 12 Lafitte, 13 d'Almeida, CT: Francastel |
| 4.  | Turchia   | |
| 5.  | Egitto    | |
| 6.  | Algeria   | |
| 7.  | Macedonia | |